# Taq-e Bostan
Taq wa San o Taq-e Bostan (Persiano: طاق بستان
, "arco del giardino") è un sito con una serie di grandi rilievi rupestri di epoca sassanide, la dinastia iraniana che governò nell'Asia occidentale dal 226 al 650 d.C. Questo esempio di arte sassanide si trova a 5 km dal centro della città di Kermanshah, nell'Iran occidentale. Si trova nel cuore dei monti Zagros, dove ha subito per quasi 1700 anni vento e pioggia. Originariamente, diverse rappresentazioni erano visibili accanto e sotto i rilievi degli archi, alcuni dei quali sono ora coperti. Fonti prossime ai rilievi ancora alimentano una grande vasca davanti alla roccia. Il sito è stato trasformato in un parco archeologico e una serie di capitelli tardo sasanidi e islamici sono stati riuniti (alcuni trovati a Taq-i Bustan, altri a Bisotun e Kermanshah).
Le sculture, alcune delle più belle e meglio conservate, esempi di scultura persiana sotto i Sassanidi, comprendono le rappresentazioni delle investiture di Ardashir II (379-383) e Sapore III (383-388). Come altri simboli sassanidi, Taq-e Bostan e i suoi motivi in rilievo mostrano il potere, le tendenze religiose, la gloria, l'onore, la vastità della corte, il gioco e lo spirito combattivo, la festa, la gioia e l'esultanza.
I rilievi sono adiacenti alle sacre sorgenti che confluiscono in una grande piscina che si riflette alla base di un dirupo di montagna.
Taq-e Bostan e il suo rilievo di roccia sono una delle 30 reliquie sassanidi sopravvissute nei monti Zagros. Secondo Arthur Pope, iniziatore dello studio dell’arte iraniana e dell'Istituto di archeologia negli Stati Uniti, "l'arte era una caratteristica del popolo iraniano e il dono che hanno concesso al mondo".

## Descrizione dei rilievi di roccia
Il complesso di Taq-e Bostan comprende un rilievo di roccia in piedi da solo e molti altri rilievi associati a due archi con taglio della roccia. Essi illustrano le cerimonie di investitura di Ardashir II, Sapore II, Sapore III e Cosroe II. Essi raffigurano anche le scene di caccia di Cosroe II.

### L'investitura di Ardashir II

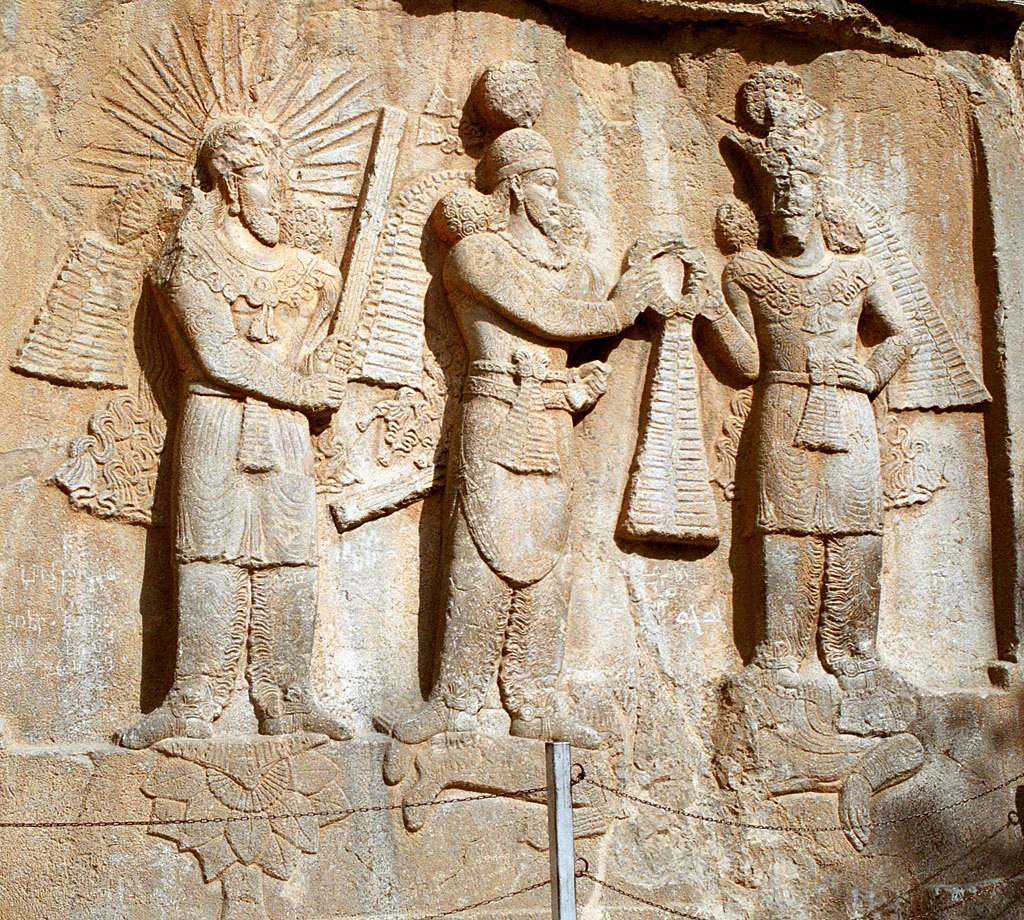
La prima scena di fuori dell'arco, cerimonia di incoronazione di Ardashir II

Il primo rilievo di Taq-e Bostan (Taq-e Bostan I), e a apparentemente il più antico, è un rilievo della cerimonia di incoronazione Ardashir II (379-383 d.C.) dal suo predecessore Sapore II o Ahura Mazdā. I ricercatori hanno a lungo dibattuto sulle identità delle figure in questo sollievo, ma è ormai accertato che Ardashir II riceve l'anello infiocchettato - simbolo di investitura reale - dal suo predecessore Sapore II o Ahura Mazda. Ci potrebbe essere una miscela intenzionale dell'iconografia di entrambe le identità. Le due figure principali sono in piedi davanti l'imperatore romano caduto Giuliano l'Apostata (361-363 d.C.). Ardashir svolse un ruolo importante nella sua sconfitta durante il regno di Sapore II (309-379 d.C.). Eccezionale all'interno dell'arte sasanide è il fatto che questo è un ritratto, basato sull'immagine di Giuliano l'Apostata come appare sulle monete romane. Ardashir II è stato installato come sovrano ad interim, in attesa della maggiore età dell'erede reale Sapore III (383-388 d.C.). La quarta cifra è il dio Mitra che detiene una Barsum tra le mani e si erge su un fiore di loto. Egli è il protettore dei giuramenti ed è testimone di questo patto. Le credenze locali e i racconti popolari persiani hanno interpretato la scena come la vittoria dei primi re sasanidi su Artabano IV, l'ultimo re della dinastia dei Parti. La figura di Mitra divenne l'ispirazione visiva per le rappresentazioni del profeta Zoroastro.

### Sapore II e Sapore III
L'arco più piccolo o iwan (Taq-e Bostan II) ha sulla parte superiore della parete di fondo due iscrizioni Pahlavi che individuano due figure reali come Sapore II (Sapore il Grande) e suo figlio Sapore III. Essi sono mostrati l'uomo di fronte all'altro. Il vestibolo dell'arco misura 6 x 5 x 3,6 metri. È stato suggerito come essendo stato costruito durante il regno di Sapore III e un come po' mettere la data del suo completamento attorno al 385 d.C. Tuttavia, la corona reale di Sapore III non è in accordo con quelle sulle sue monete ed è più vicina a quella del suo predecessore Ardashir II. Si è sostenuto che i testi rappresentano un'usurpazione dei rilievi di Ardashir da parte di Sapore III.
La traduzione delle iscrizioni è la seguente:
(Iscrizione di Sapore II)
(Iscrizione di Sapore III)

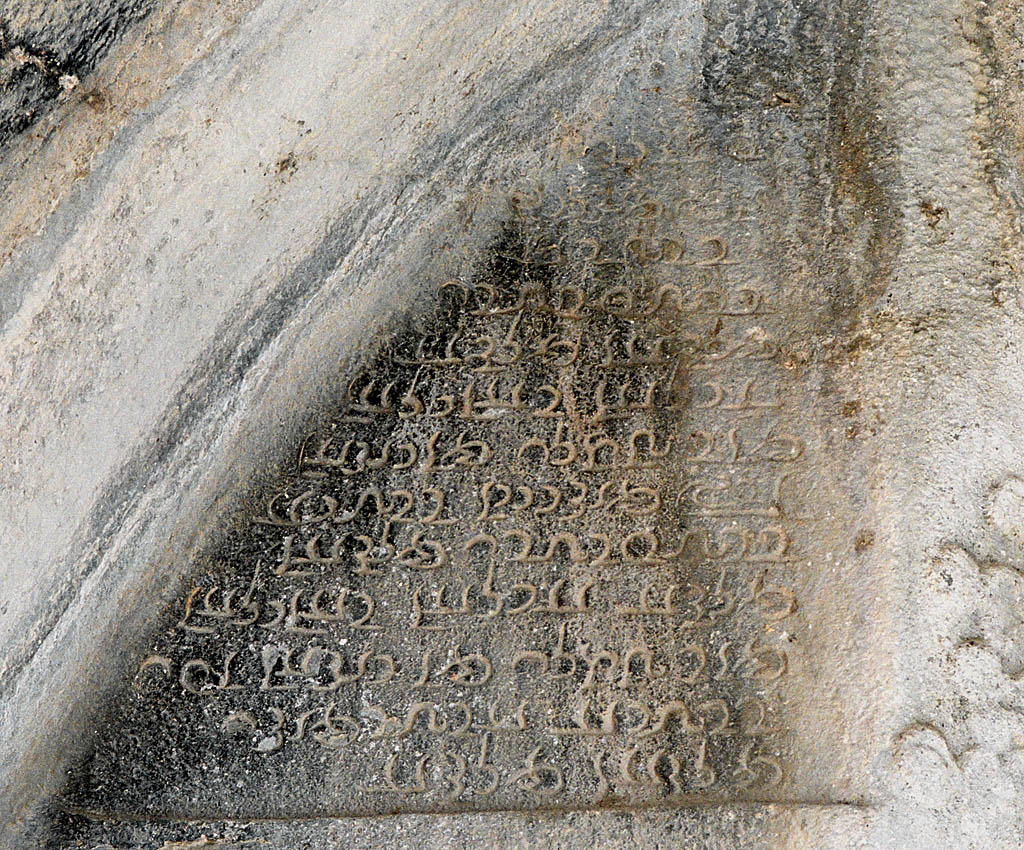
Iscrizione di Sapore III
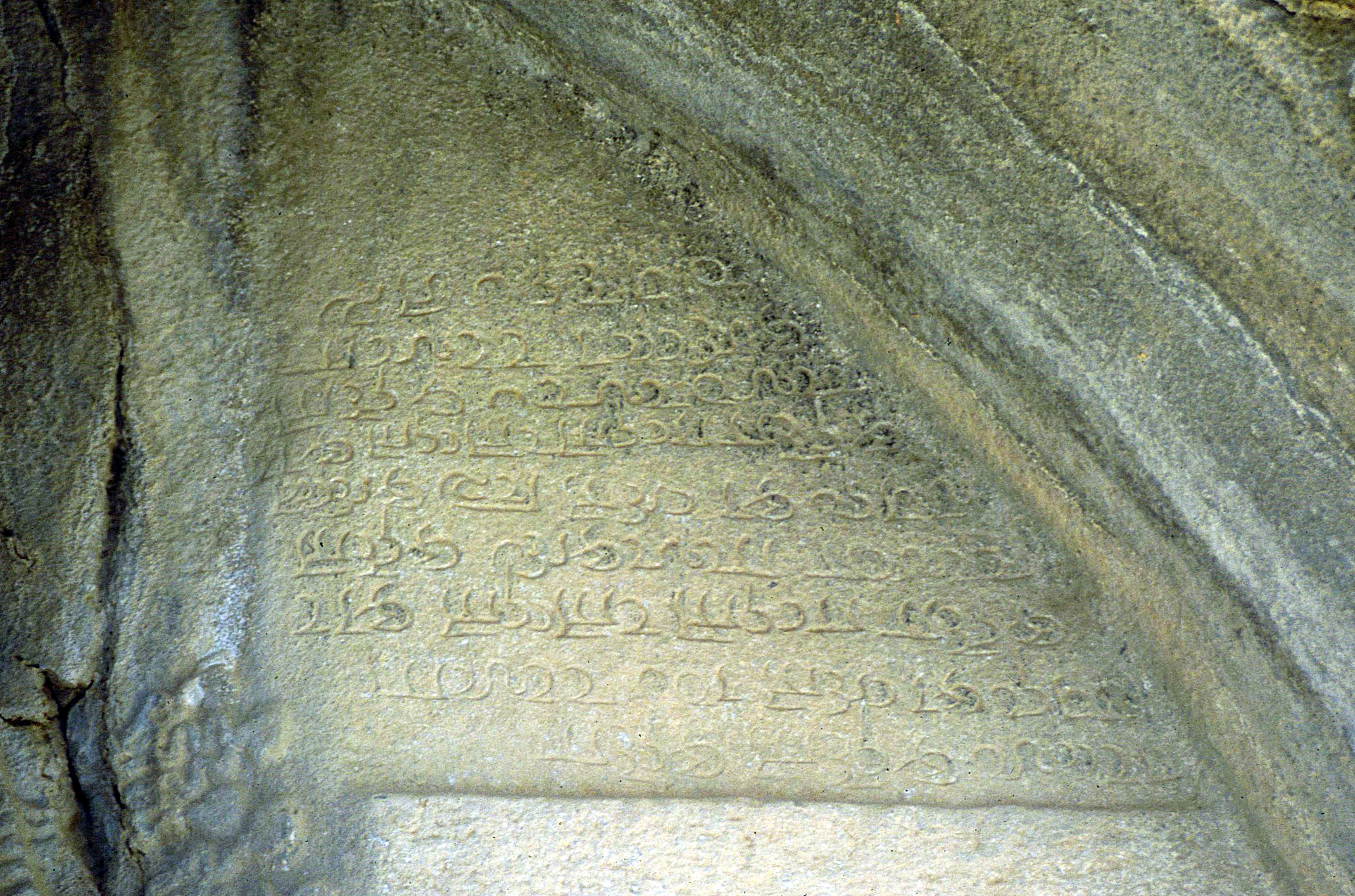
Iscrizione

Le figure dei due re sono state scolpite in bassorilievo. Ogni figura è di circa 2,97 metri. Sapore II è sulla destra e Sapore III è sulla sinistra. Le loro mani sono poste su una lunga spada diritta che punta verso il basso. La mano destra tiene la presa e la sinistra poggia sulla guaina. Entrambe le figure indossano pantaloni allentati, collane, capelli arricciati, e la barba a punta che termina in un anello.

### Iwan di Cosroe II

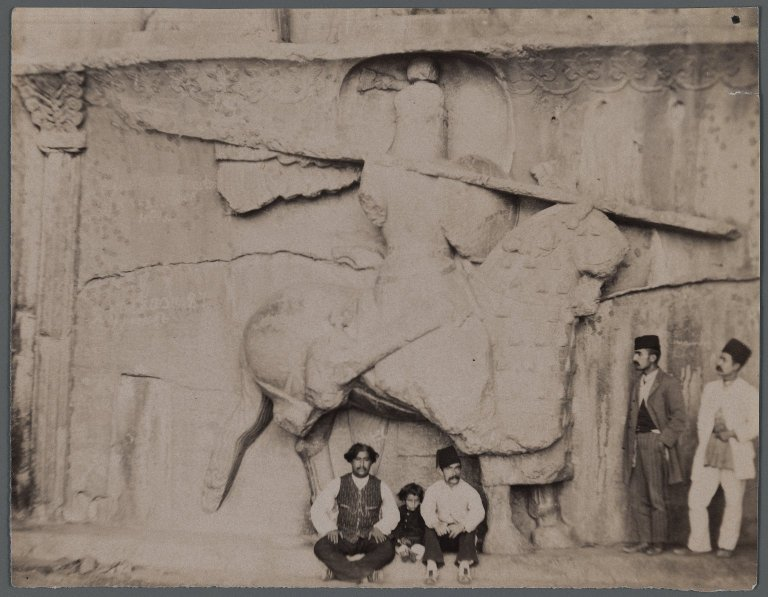
Una vecchia foto scattata a Taq-e Bostan durante il tardo periodo Qajar

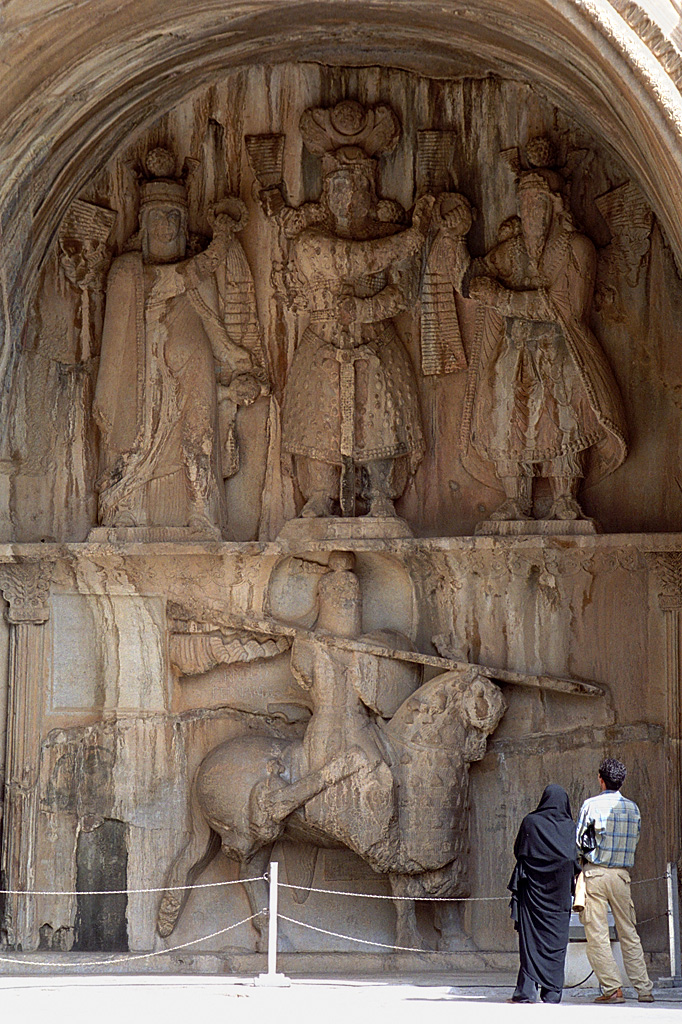

Le tre figure sulla parete di fondo del grande iwan di solito sono considerate la rappresentazione di Cosroe II di Persia affiancato da Ahura Mazdā e Anahita. Essi sono posti sopra un cavaliere persiano a cavallo, pensato per essere Cosroe se stesso in sella al suo cavallo preferito, Shabdiz. Vi è, tuttavia, unanimità circa l'esatta identificazione di questo re tardo sasanide. Le due figure sono a volte valutare come un prete e una sacerdotessa, piuttosto che gli dei Ahura Mazda e Anahita stessi.
Uno dei più imponenti rilievi all'interno della più grande grotta o Iwan è la figura equestre gigantesca del re sassanide Cosroe II (591-628 d.C.) montato sul suo destriero preferito, Shabdiz. Sia il cavallo che il cavaliere sono disposti in armatura di piena battaglia.
La parte anteriore della roccia taglia ad arco e delicatamente scolpita di modelli che mostrano l'albero della vita o l'albero sacro. Sopra l'arco e si trova sui due lati opposti figure di due donne alate con diademi.

### Scene di cinghiale e la caccia al cervo

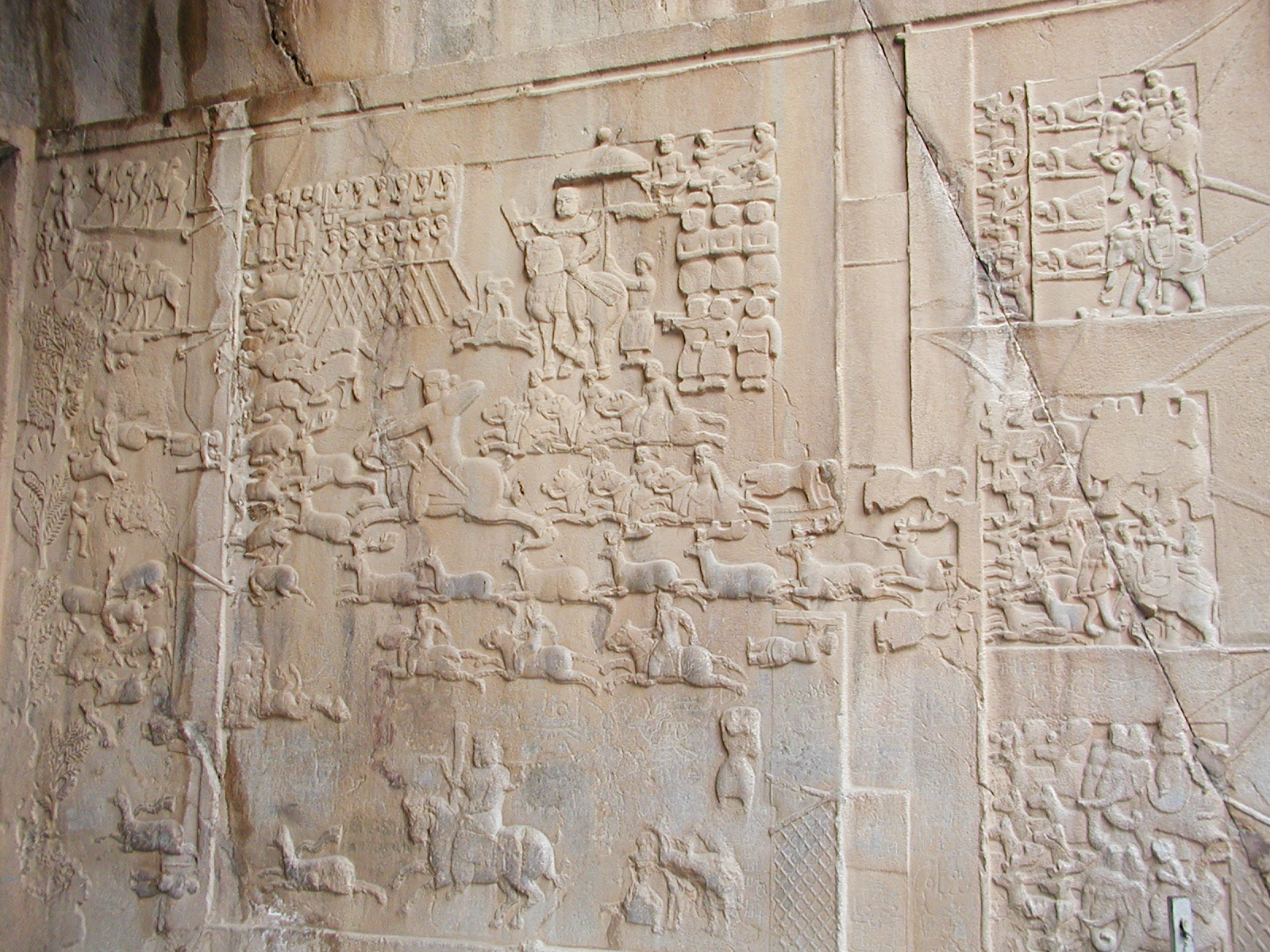
La scena di caccia

Sulla parete di destra e sinistra dell'arco, c'è una foto di caccia del Re che misura 3,8 x 5,7 metri. Dal tempo di Ciro il Grande alla fine del periodo sassanide, la caccia era una delle attività preferite dei re iraniani. Pertanto le scene di caccia si trovano spesso accanto a quelli dei coronati.
Ci sono due scene di caccia su ogni lato dell'iwan. Una scena raffigura la caccia imperiale al cinghiale, e in uno spirito simile, l'altra scena mostra il re che tallona i cervi. Cinque elefanti scovano i cinghiali in fuga da un lago paludoso per il re che sta in bilico con arco e frecce in mano pur essendo rasserenata da musicisti di sesso femminile. Nella scena successiva, un'altra barca trasporta arpisti femminili e dimostra che il re ha ucciso due grandi cinghiali. La barca successiva mostra il re in piedi con un alone a semicerchio intorno alla testa e un arco sciolto in mano, il che significa la caccia è finita. In questo quadro, gli elefanti stanno recuperando il gioco con i loro tronchi mettendoli sulla schiena. Diversi episodi di caccia reale sono quindi mostrati allo stesso tempo.

### Rilievo Dowlatshah
Saltando di 1300 anni nel tempo il rilievo superiore mostra il governatore Qajar del XIX secolo nella città di Kermanshah, l'intaglio di Dowlatshahi è un rilievo in un grande arco.

## La descrizione di Byron
Nel 1933 Robert Byron viaggiando dall'Europa all'oriente visitò il sito lasciandone una precisa descrizione riportata nel famoso libro di viaggio La via per l'Oxiana. 

## Galleria d'immagini

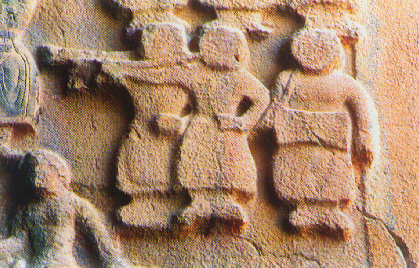
Musiciste che accompagnano il re durante la caccia
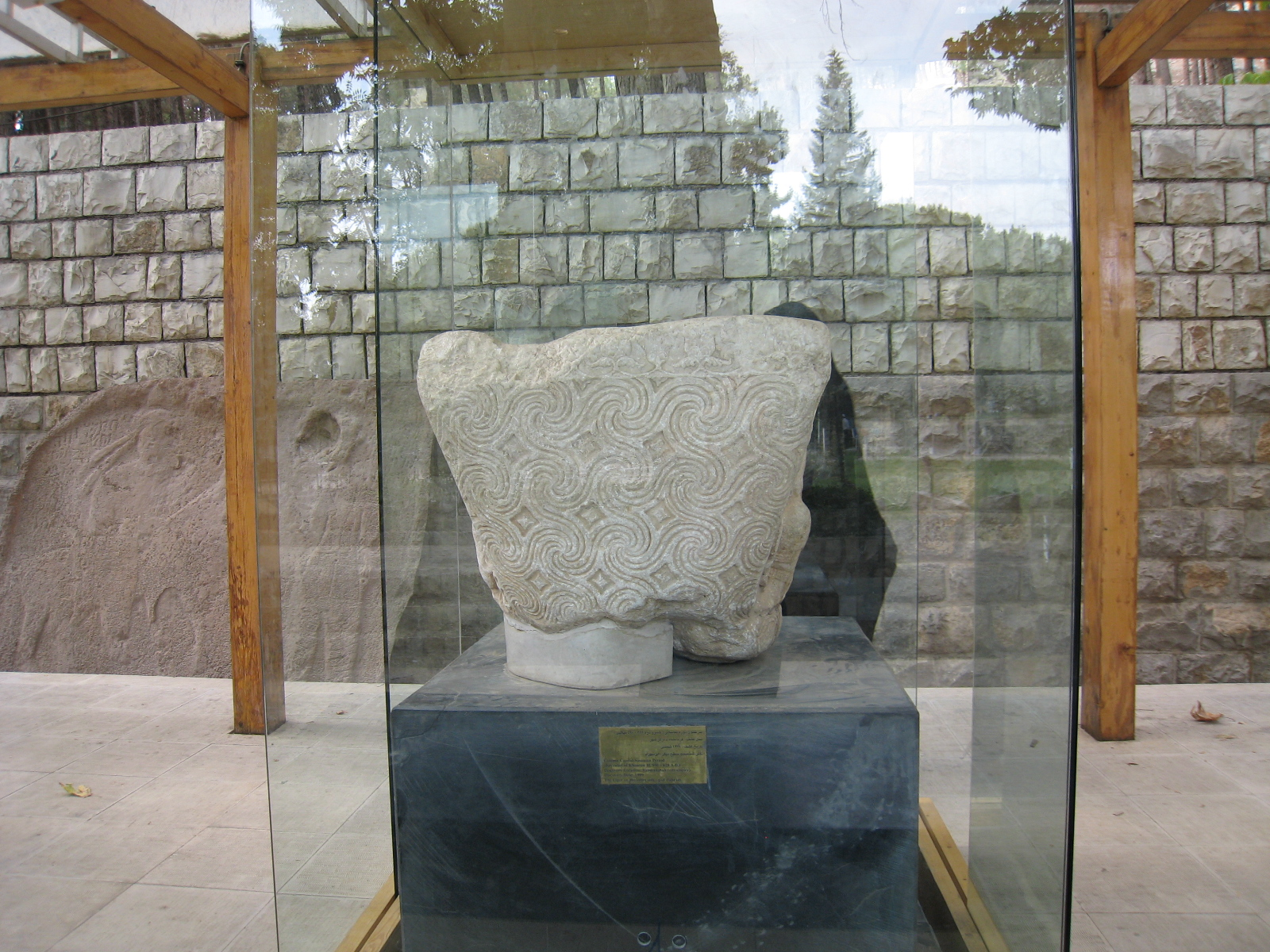
Capitello di una colonna sasanide a Taq-e Bostan complesso con disegno geometrico
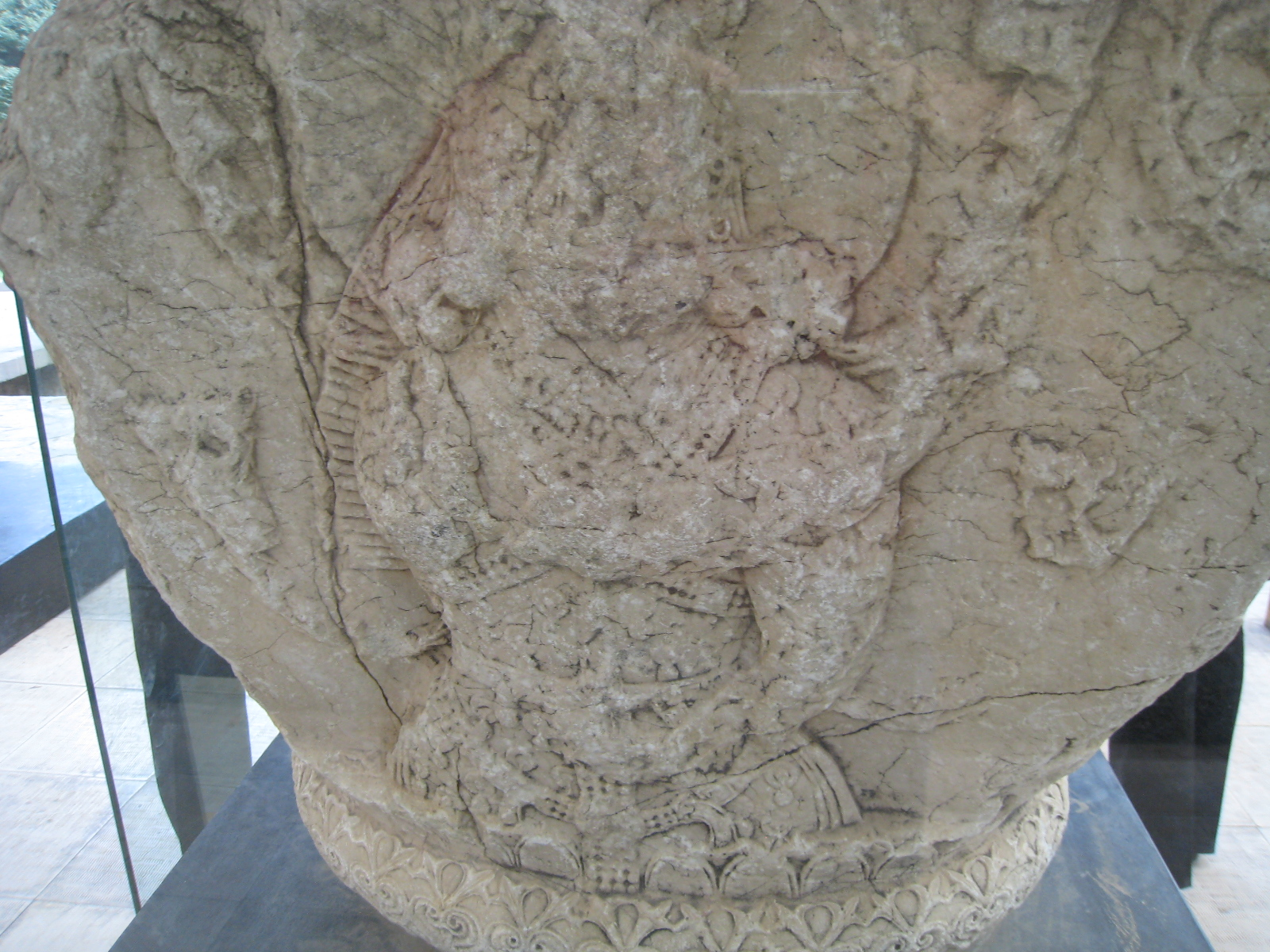
Testa di una colonna con decorazione di un re sasanide
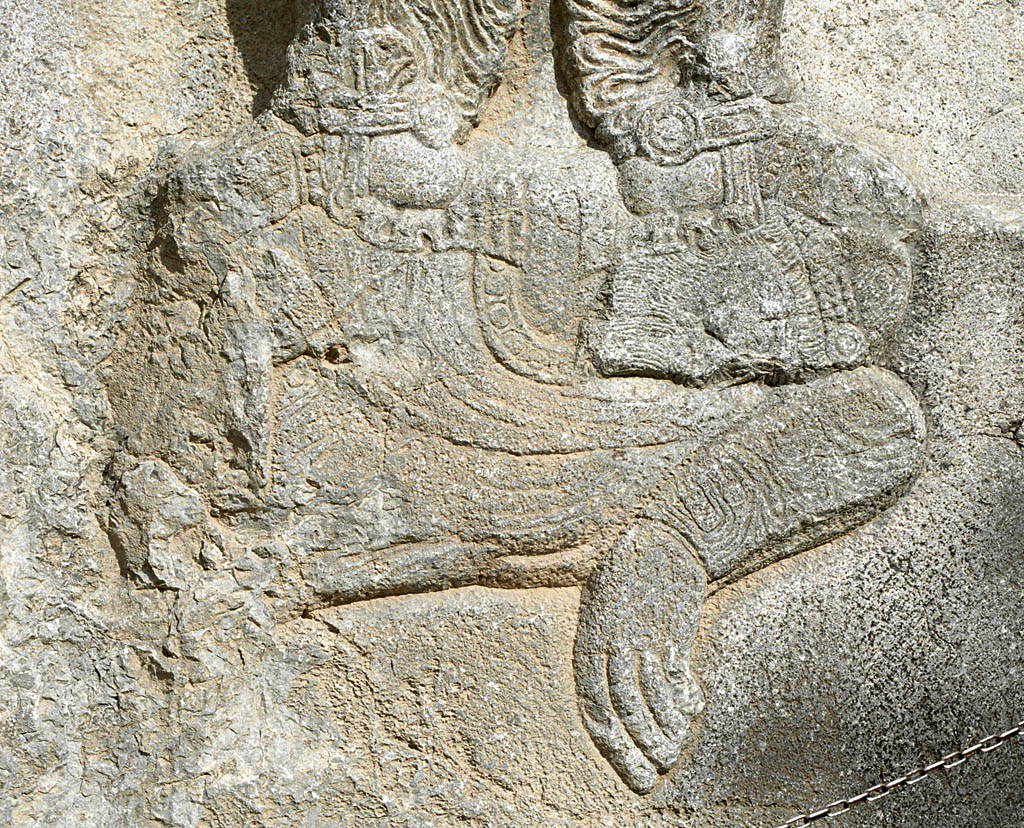
Dettaglio da un rilievo sassanide sull'incoronazione di Ardashir che mostra Giuliano l'Apostata.
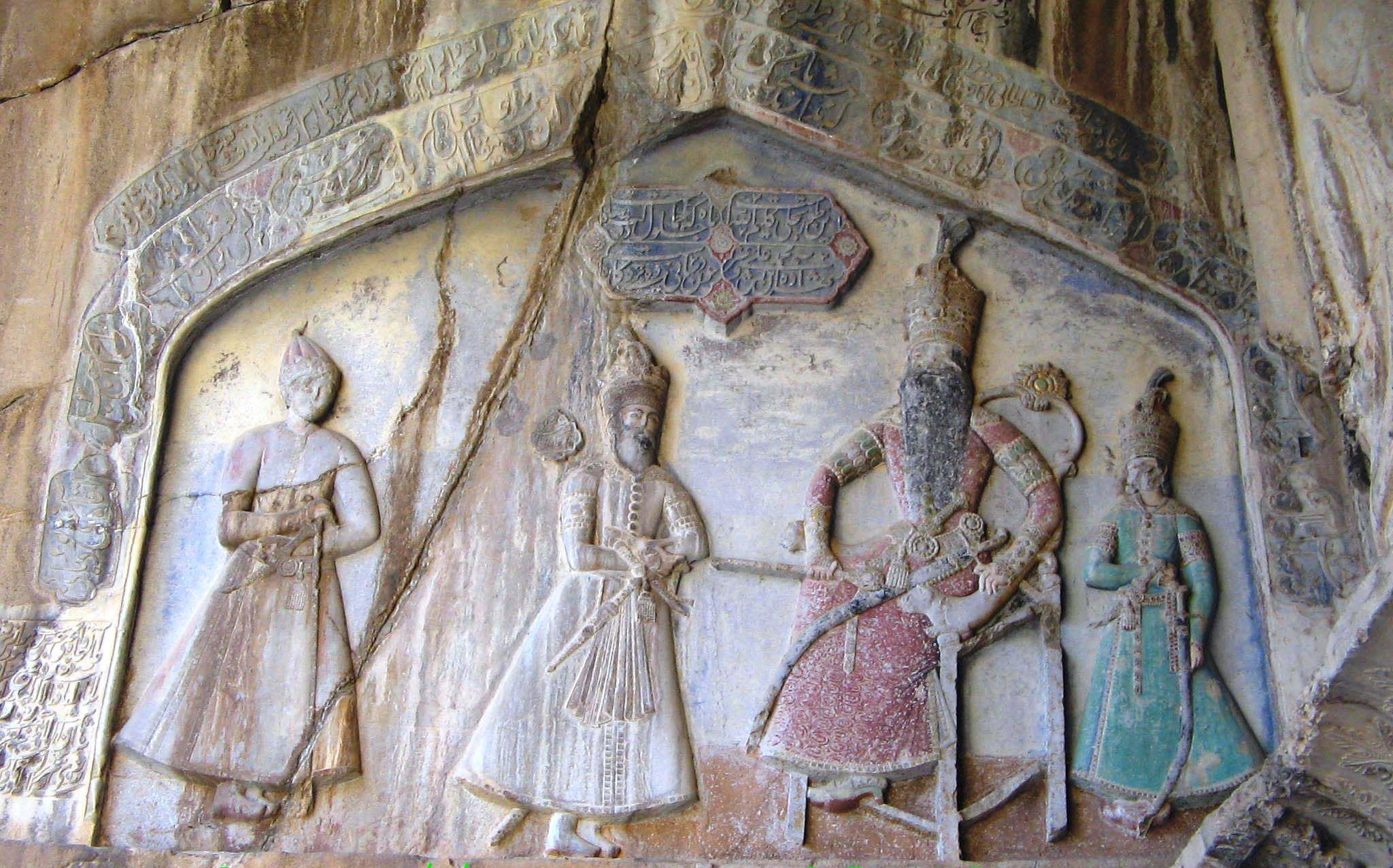
Rilievo di Fath Ali Shah, il re Quajaro, aggiunto all'antico complesso nel XIX secolo.
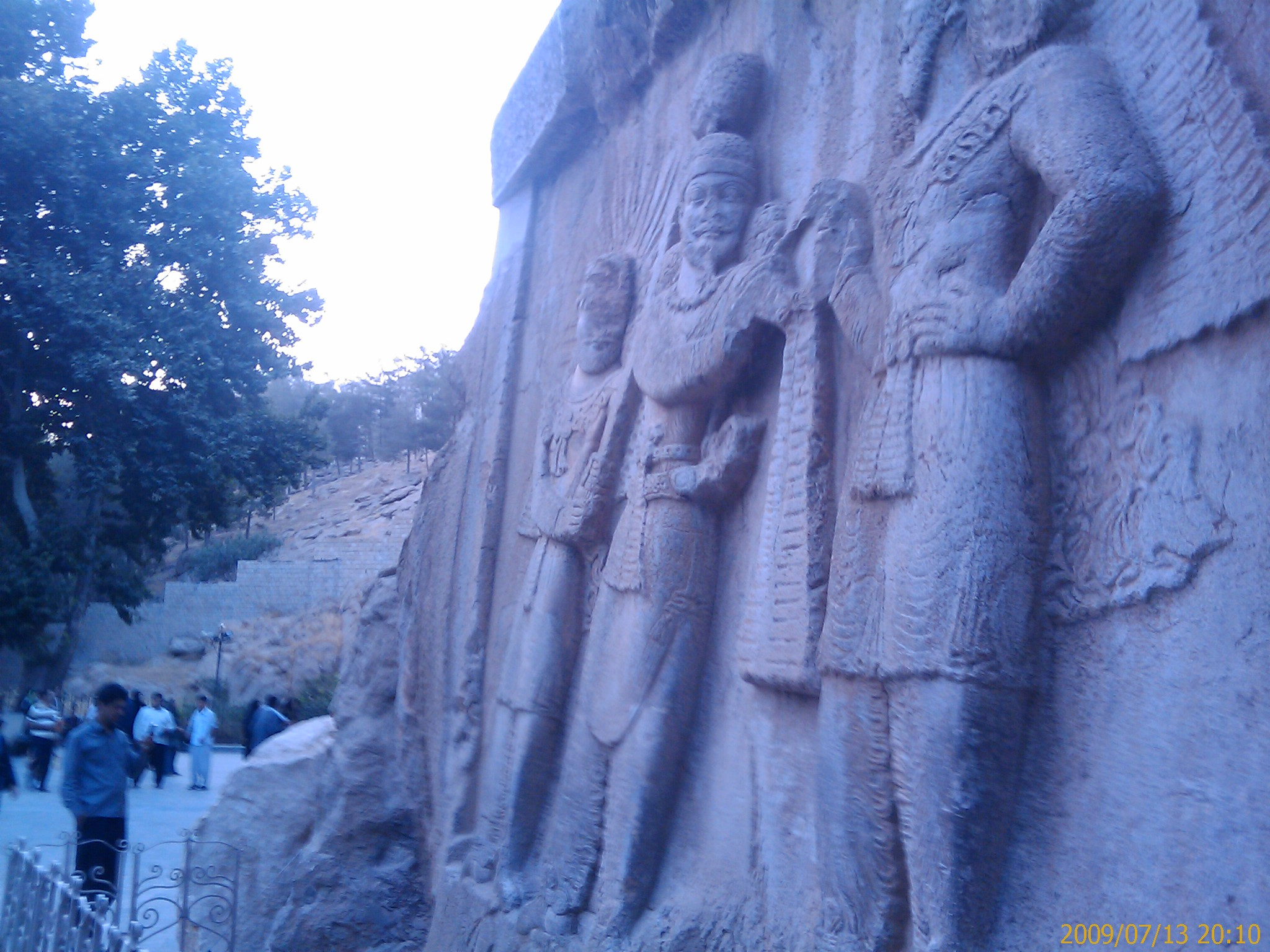
Statua di Ardeshir II